# Parmäne
Parmäne (englisch Pearmain) ist ein gemeinsamer Name mehrerer Apfelsorten wie z. B.:
- Adams Parmäne
- Baxters Parmäne
- Blue Parmäne
- Brüdener Parmäne
- Chesterparmäne
- Christmas Parmäne
- Claygate-Parmäne
- Diels Barceloner Parmäne
- Foulden Parmäne
- Gestreifte Sommerparmäne
- Gestreifte Winterparmäne
- Goldparmäne oder Wintergoldparmäne
- Grange's Parmäne
- Henzens Parmäne
- Herefordshire Parmäne
- Hormead Parmäne
- Hubbard's Parmäne
- King Charles Parmäne
- Lamb Abbey Parmäne
- Laxton's Parmäne
- Loans Parmäne
- London Parmäne
- Manningtons Parmäne
- Maibiers Parmäne
- Parmäne von Mabbot
- Polnische Zuckerparmäne
- Rote Parmänrenette
- Rote Winterparmäne
- Royal Pearmain d'Été
- Scharlachrote Parmäne
- Schwarzenbachs Parmäne
- Sommerparmäne
- Staatenparmäne
- Strauwalds Parmäne
- Thal Maskal Parmäne
- Tuchons Sommerparmäne
- Worcester Parmäne
- Yankeeparmäne